# San Millán de la Cogolla
San Millán de la Cogolla é um município da Espanha na província e comunidade autónoma de La Rioja, de área 31,19 km² com população de 303 habitantes (2007) (densidade: 9,7 hab./km²).

## Demografia
| Variação demográfica do município entre 1991 e 2004 | Variação demográfica do município entre 1991 e 2004 | Variação demográfica do município entre 1991 e 2004 | Variação demográfica do município entre 1991 e 2004 |
| --------------------------------------------------- | --------------------------------------------------- | --------------------------------------------------- | --------------------------------------------------- |
| 1991                                                | 1996                                                | 2001                                                | 2004                                                |
| 299                                                 | 288                                                 | 269                                                 | 293                                                 |

## Mosteiro de San Millán de la Cogolla
O que por vezes se chama de Mosteiro de San Millán de la Cogolla são na realidade dois edifícios monásticos distintos, muito próximos um do outro e originalmente pertencentes à mesma comunidade monástica. O mais antigo e mais pequeno é o Mosteiro de San Millán de Suso (ou "de Cima"), construído inicialmente no século VI. O mais recente e maior, é o Mosteiro de San Millán de Yuso (ou "de Baixo"), construído inicialmente no século XI. O conjunto dos dois mosteiros está classificado como Património Mundial pela UNESCO.
1. ↑  «Cifras oficiales de población resultantes de la revisión del Padrón municipal a 1 de enero» (ZIP). www.ine.es (em espanhol). Instituto Nacional de Estatística de Espanha. Consultado em 19 de abril de 2022